# Kleinheubach
Kleinheubach er en købstad (markt) i Landkreis Miltenberg i Regierungsbezirk Unterfranken i den tyske delstat Bayern. Den er administrationsby for Verwaltungsgemeinschaft Kleinheubach.

## Geografi
Kleinheubach ligger i Geo-Naturpark Bergstraße-Odenwald mellem Spessart og Odenwald i Maindalen. På den modsatte bred af Main, mod nordøst ligger Großheubach